# 300 à l'heure dans Paris
300 à l'heure dans Paris est le quarante-deuxième album de la série Michel Vaillant.

## Synopsis
Durant le Grand Prix de Paris de Formule 1, Michel Vaillant est victime d'un chantage : s'il remporte un nouveau Grand Prix, sa femme Françoise Latour et la presse seront destinataires de photos où on le voit embrasser sa secrétaire. Michel réalise une mauvaise qualification car il ne sait pas gérer cette menace. Va-t-il céder au maître-chanteur ? Qui fait chanter Michel Vaillant ?

## Autour de l'Album
- Le projet d'un grand prix de Formule 1 dans Paris fut envisagé par Bernie Ecclestone, avec le support du journaliste de télévision Bernard Giroux, la ville lumière offrant un magnifique décors pour une telle course. Si Jacques Chirac, le maire de Paris, était d'accord pour réaliser ce projet, le président de la république, François Mitterrand, s'y opposa, malgré l'insistance de son ami Guy Ligier, de peur que ce grand prix ne donne trop de gloire au rival politique qu'est Jacques Chirac. Même son arrivée au poste de premier ministre en 1986 ne changera pas la donne. Le projet fut donc abandonné[1].
- Jean Graton put consulter le tracé de la course envisagé, qui empruntait une partie de l'avenue Albert Ier et tournait autour de la Place de la Concorde. Il s'en inspirera largement pour l'album même s'il prit la liberté de l'adapter afin de rendre la course dans l'album plus spectaculaire. Ainsi, le passage sur les Champs-Élysées ou les ponts de Paris n'étaient pas possible pour les F1 en raison du manque d’adhérence (due aux pavés)[1].

## Personnages réels présents
- Alain Prost. Jean Graton demanda l'autorisation à Alain Prost de l'utiliser dans cet album et de s'y retrouver battu par Michel Vaillant. Toutefois, lorsque Jean Graton offrit l'album Alain Prost lors du Grand Prix de Zandvoort, ce dernier l'avait déjà lu et lui déclara "Tu sais, à la fin, le coup du rétroviseur, Michel ne m'aurait jamais eu avec cette ruse"[1].
- Didier Pironi
- Jacques Laffite
- Jean-Charles Laurens
- Jacques Chirac
- Henri Bodiguel
- Niki Lauda
- Jean-Pierre Beltoise
- Philippe Gurdjian
- Patrick Tambay
- Nelson Piquet
- Johnny Servoz-Gavin
- Guy Fréquelin
- René Metge
- Eddie Cheever